# U 18 (U-Boot, 1936)
U 18 war ein deutsches U-Boot vom Typ II B, das im Zweiten Weltkrieg von der Kriegsmarine eingesetzt wurde.

## Geschichte
Der Bauauftrag für das Boot wurde am 2. Februar 1935 an die Germaniawerft in Kiel vergeben. Die Kiellegung erfolgte am 10. Juli 1935, der Stapellauf am 7. Dezember 1935, die Indienststellung unter Kapitänleutnant Hans Pauckstadt am 4. Januar 1936.
Das Boot gehörte bis zum 21. November 1936 als Einsatzboot zur U-Flottille „Weddigen“. U 18 sank am 20. November 1936 um 9:54 Uhr in der Lübecker Bucht nach einer Kollision mit dem deutschen Torpedoboot T 156. Dabei fanden acht Seeleute den Tod. Das Boot wurde am 28. November 1936 gehoben, repariert, wieder seetüchtig gemacht und am 30. September 1937 wieder in Dienst gestellt. Nach der erneuten Indienststellung gehörte es vom 30. September 1939 bis zum November 1939 zur U-Flottille „Lohs“ in Kiel. Als Frontboot des Führers der U-Boote Ost nahm es während der Besetzung Polens an der Überwachung der polnischen Küste teil. Danach war es ab April 1940 als Ausbildungs- und Schulboot bei der 1. U-Ausbildungsflottille, dann vom 1. Juli 1940 bis zum 17. Dezember 1940 bei der 24. U-Flottille in Memel und vom 18. Dezember 1940 bis zum September 1942 bei der 22. U-Flottille in Gotenhafen eingesetzt, bevor es als Teil der 30. U-Flottille über Land und Donau in das Schwarze Meer verlegt wurde.
U 18 wurde auf der rumänischen Donauwerft in Galați als viertes deutsches U-Boot wieder aufgerüstet, am 6. Mai 1943 um 11:00 Uhr erneut in Dienst gestellt und donauabwärts durch Donaudelta und Schwarzes Meer nach Constanța überführt. In Constanța gehörte es bis zu seiner Selbstversenkung am 25. August 1944 zur 30. U-Flottille. U 18 fuhr acht Feindeinsätze im Schwarzen Meer.
U 18 unternahm insgesamt vierzehn Feindfahrten, bei denen fünf feindliche Schiffe mit einer Gesamttonnage von 7.436 BRT versenkt und zwei Schiffe mit einer Gesamttonnage von 7.801 BRT beschädigt wurden.

## Einsatzstatistik

### Erste Feindfahrt
Das Boot lief am 30. August 1939 um 19:58 Uhr von Memel aus und am 8. September 1939 um 9:20 Uhr in Kiel ein. Auf dieser zehn Tage dauernden Unternehmung zur Überwachung der polnischen Küste während des Überfalls auf Polen in der Ostsee und der Danziger Bucht wurden keine Schiffe versenkt oder beschädigt.

### Zweite Feindfahrt
Das Boot lief am 14. September 1939 um 11:00 Uhr von Kiel aus und am 24. September 1939 um 12:15 Uhr wieder dort ein. Auf dieser elf Tage dauernden Unternehmung in der Nordsee wurden keine Schiffe versenkt oder beschädigt.

### Dritte Feindfahrt
Das Boot lief am 2. Oktober 1939 um 2:00 Uhr von Kiel aus und am 19. Oktober 1939 um 8:08 Uhr wieder dort ein. Auf dieser 17 Tage dauernden Unternehmung in der Nordsee wurden keine Schiffe versenkt oder beschädigt.

### Vierte Feindfahrt
Das Boot lief am 15. November 1939 um 1:45 Uhr von Kiel aus und am 22. November 1939 um 12:00 Uhr in Wilhelmshaven ein. Auf dieser acht Tage dauernden Unternehmung an der britischen Ostküste wurde ein Schiff mit 345 BRT versenkt.
- 18. November 1939: Versenkung des britischen Fischdampfers Wigmore (345 BRT) (Lage) durch einen G7e-Torpedo. Er kam aus Grimsby und befand sich auf dem Weg in die Nordsee zum Fischfang. Es war ein Totalverlust mit 18 Toten.

### Fünfte Feindfahrt
Das Boot lief am 18. Januar 1940 um 22:40 Uhr von Kiel aus und am 26. Januar 1940 um 15:10 Uhr in Wilhelmshaven ein. Auf dieser neun Tage dauernden und 1.078 sm über und 71,4 sm unter Wasser langen Unternehmung an der britischen Ostküste wurde ein Schiff mit 1.000 BRT versenkt.
- 23. Januar 1940: Versenkung des norwegischen Dampfers Bisp (1.000 BRT) (Lage) durch einen G7e-Torpedo. Die Bisp war am 20. Januar 1940 von Sunderland nach Åndalsnes ausgelaufen und galt seitdem als verschollen.

### Sechste Feindfahrt
Das Boot lief am 11. Februar 1940 um 5:40 Uhr von Wilhelmshaven aus und am 24. Februar 1940 um 16:50 Uhr wieder dort ein. Auf dieser 14 Tage dauernden und etwa 1.350 sm über und 236 sm unter Wasser langen Unternehmung an der britischen Ostküste wurden keine Schiffe versenkt oder beschädigt.

### Siebente Feindfahrt
Das Boot lief am 26. Mai 1943 um 13:45 Uhr von Constanța aus und am 9. Juni 1943 um 16:05 Uhr wieder dort ein. Auf dieser 15 Tage dauernden und 1.511,2 sm über und 76,4 sm unter Wasser langen Unternehmung im Schwarzen Meer wurden keine Schiffe versenkt oder beschädigt.

### Achte Feindfahrt
Das Boot lief am 16. Juni 1943 um 13:34 Uhr von Constanța aus und am 22. Juli 1943 um 9:15 Uhr wieder dort ein. Auf dieser 34 Tage dauernden Unternehmung im Schwarzen Meer wurden zwei Schiffe mit 5.691 BRT versenkt.
- 23. Juni 1943: Versenkung des sowjetischen Dampfers Leningrad (1.783 BRT) durch zwei Torpedos. Er hatte unbekannte Fracht geladen und befand sich auf dem Weg nach Sotschi.
- 17. Juli 1943: Versenkung des sowjetischen Dampfers Woroschilow (3.908 BRT) durch zwei Torpedos. Er hatte unbekannte Fracht geladen und befand sich auf dem Weg nach Sotschi.

### Neunte Feindfahrt
Das Boot lief am 21. August 1943 um 13:30 Uhr von Constanța aus und am 24. September 1943 um 11:38 Uhr dort wieder ein. Auf dieser 35 Tage dauernden und 2.203,3 sm über und 632,4 sm unter Wasser langen Unternehmung im Schwarzen Meer vor der Kaukasus-Küste wurde ein Hilfs-U-Bootjäger von 400 BRT versenkt und ein U-Bootjäger von 56 t beschädigt.
- 29. August 1943: Versenkung des sowjetischen Hilfs-U-Bootjägers TSCHTSCH-11 Dschaluta (400 BRT) durch einen Torpedo.
- 30. August 1943: Beschädigung des sowjetischen U-Bootjägers SKA-0132 (56 t) durch MG-Feuer.

### Zehnte Feindfahrt
Das Boot lief am 27. Oktober 1943 um 12:37 Uhr von Constanța aus und am 24. November 1943 um 11:45 Uhr dort wieder ein. Auf dieser 28 Tage dauernden und 1.965,5 sm über und 438 sm unter Wasser langen Unternehmung im Schwarzen Meer vor der Kaukasus-Küste wurde ein Dampfer mit 7.745 BRT beschädigt.
- 18. November 1943: Beschädigung des sowjetischen Dampfers Josif Stalin (7.745 BRT) durch zwei Torpedos.

### Elfte Feindfahrt
Das Boot lief am 29. Januar 1944 um 13:00 Uhr von Constanța aus und am 29. Februar 1944 um 10:35 Uhr dort wieder ein. Auf dieser 32 Tage dauernden und 1.965,2 sm über und 466,5 sm unter Wasser langen Unternehmung im Schwarzen Meer vor Batumi wurde eventuell am 16. Februar 1944 ein Dampfer versenkt, der Verlust aber nicht bestätigt.

### Zwölfte Feindfahrt
Das Boot lief am 25. März 1944 um 1:00 Uhr von Constanța aus und am 27. April 1944 um 10:15 Uhr dort wieder ein. Auf dieser 34 Tage dauernden und 1.509,5 sm über und 677 sm unter Wasser langen Unternehmung im Schwarzen Meer vor der Küste des Kaukasus wurden keine Schiffe versenkt. Am 7. April 1944 wurde ein nicht identifiziertes Schiff (lt. Kriegstagebuch: ein „unbekannter Bewacher“) beschossen. Möglicherweise war es der sowjetische U-Boot-Jäger Rion W 187.4, der durch MG-Feuer beschädigt wurde. Am 25. April 1944 wurde U-18 irrtümlich von einem deutschen BV-138-Flugboot im Schwarzen Meer angegriffen, wobei kleinerer Schaden entstand.

### Dreizehnte Feindfahrt
Das Boot lief am 25. Mai 1944 um 13:40 Uhr von Constanța aus und am 7. Juni 1944 um 9:20 Uhr dort wieder ein. Auf dieser 14 Tage dauernden und 997,6 sm über und 235 sm unter Wasser langen Unternehmung im Schwarzen Meer vor der Kaukasus-Küste wurden eventuell ein Schlepper mit ca. 300 BRT am 31. Mai 1944 und ein Kanonenboot mit ca. 200 BRT am 1. Juni 1944 versenkt, aber nicht bestätigt.

### Vierzehnte Feindfahrt
Das Boot lief am 24. Juli 1944 um 14:00 Uhr von Constanța aus und am 16. August 1944 dort wieder ein. Auf dieser 24 Tage dauernden Unternehmung im Schwarzen Meer vor Poti wurden eventuell ein sowjetischer Frachter mit ca. 1.500 BRT am 2. August 1944 sowie ein Kanonenboot mit ca. 200 BRT beschädigt. Am 11. August 1944 wurde möglicherweise ein sowjetischer Frachter mit ca. 1.500 BRT und am 13. August 1944 nochmals ein sowjetisches Kanonenboot mit ca. 200 BRT versenkt. Diese Erfolge blieben alle unbestätigt.

## Verbleib
Am 20. August 1944 wurde U 18 bei einem sowjetischen Luftangriff in Constanța mit U 9 und U 24 im Päckchen an der Pier liegend stark beschädigt. Es stand danach für einen erneuten Einsatz nicht mehr zur Verfügung.
Auf Grund der damaligen militärischen Situation – Rumänien hatte Deutschland zum 23. August 1944 den Krieg erklärt – mussten alle schwimmenden Einheiten der Kriegsmarine bis zum 25. August 1944 den Hafen verlassen. U 18 verließ den Stützpunkt am 25. August 1944 mit eigener Kraft und einem Sprengkommando an Bord in Begleitung des Räumbootes R 163 zur Selbstversenkung in Richtung Tusla/Mangalia. Dort wurde es auf der Position 44° 12′ N, 28° 41′ O versenkt. Nach der Sprengung wurde das Kommando bei schwerer See von R 163 an Bord genommen und im bulgarischen Hafen Warna angelandet. Die Besatzung selbst war zuvor aus Constanța mit einem Marinefährprahm nach Warna überführt und in Sicherheit gebracht worden.
Ende 1944 erfolgte die Bergung des Bootes durch den Havariedienst der sowjetischen Schwarzmeerflotte und seine Überführung nach Sewastopol. Wegen irreparabler Schäden wurde die Wiederherstellung von U 18 für unmöglich angesehen. Am 14. Februar 1945 wurde entschieden, U 18 wieder aus dem Bestand der sowjetischen Kriegsflotte zu streichen, es aber in Sewastopol zu vertäuen. Erst nach langer Liegezeit wurde U 18 am 26. Mai 1947 vom sowjetischen U-Boot M-120 südwestlich von Sewastopol zusammen mit U 24 auf der Position 44° 20′ N, 33° 20′ O durch Artilleriefeuer versenkt.